# Formering
Uppslagsordet ”Formation” leder hit. För låten av Beyoncé, se Formation (låt).
Formering eller formation, det sätt på vilket trupper är uppställda eller de positioner örlogsfartyg och stridsflygplan i samma styrka intar i förhållande till varandra. Forntidens täta formeringar för strid har på grund av den vapentekniska utvecklingen ersatts av mer utspridda formeringar där enheterna har en friare placering i förhållande till varandra. Ofta använder man då termen stridgruppering.

## Formeringar till lands
- Falangen, en formering med stor bredd och ett djup av flera led. Först använd i de antika grekiska arméerna.
- Cuneus, en  kilformad gruppering under antiken, lämplig för att anfalla och bryta igenom fiendens led liksom den vikingatida svinfylkingen.
- Tercio, en spansk formering som användes från 1500-talet till 1700-talet.
- Fyrkant, en historisk formering i strid där infanteri ställde sig tätt tillsammans i välordnad kvadratisk form för att lättare kunna stå emot kavalleriattacker.
- Linje, en grupp soldater är formerade så att de står bredvid varandra. Kavallerianfall genomfördes till exempel ofta på linje.
- Kolonn, den formering i vilken en trupps olika avdelningar var uppställda bakom varandra,
- Testrudo, en grupp soldater formerade som en fyrkant samtidigt som de höll sköldar över sig. Testrudon användes av romarna under belägringar eftersom den skyddade mycket bra mot pilar.

## Formeringar till sjöss
- Linje, en formering där fartygen seglar efter varandra. Den vanligaste formeringen för linjeskeppen.
- Flankformering, där fartygen bildar en sned linje i förhållande till kursen.